# نادين الدولتلي
نادين الدولتلي (مواليد 22 يونيو 1993)، هي لاعبة تنس طاولة مصرية، تلعب في النادى الأهلى في القاهرة. مثّلت مصر في دورتي لندن 2012 وريو 2016.

## النشأة
ولدت نادين في 22 يونيو 1993 في الدوحة عاصمة قطر. نشأت في أسرة تلعب تنس الطاولة، حيث كان كل من والديها وأخوانها لاعبي تنس طاولة، بدأت اللعب في سن 7 سنوات في مدرسة النادي الأهلي لتنس الطاولة تحت رعاية والدها .

## المسيرة الرياضية
شاركت في بطولة تنس الطاولة الأفريقية للناشئين 2010، وفي البطولة الأفريقية في الرباط 2011، وفي دورة الألعاب الأفريقية
مابوتو 2011: الفرق للسيدات

مابوتو 2011: فردى السيدات، زوجى , الزوجى المختلط

## المشاركة الأولمبية

### لندن 2012
| الرياضيّة                          | الحدث | الدور التمهيدي         | الدور 1                 | الدور 2                  | الدور 3       | الدور 4              | ربع النهائي   | نصف النهائي   | النهائي/ م ب  | النهائي/ م ب |
| الرياضيّة                          | الحدث | الخصم النتيجة          | الخصم النتيجة           | الخصم النتيجة            | الخصم النتيجة | الخصم النتيجة        | الخصم النتيجة | الخصم النتيجة | الخصم النتيجة | الترتيب      |
| --------------------------------- | ----- | ---------------------- | ----------------------- | ------------------------ | ------------- | -------------------- | ------------- | ------------- | ------------- | ------------ |
| نادين الدولتلي                    | فردي  | تلقائي                 | سكوف (الدنمارك) · خ 0–4 | لم تتأهل                 | لم تتأهل      | لم تتأهل             | لم تتأهل      | لم تتأهل      | لم تتأهل      | لم تتأهل     |
| دينا مشرف                         | فردي  | إديم (نيجيريا) · ف 4–2 | نوسكوفا (روسيا) · ف 4–3 | سامارا (رومانيا) · خ 1–4 | لم تتأهل      | لم تتأهل             | لم تتأهل      | لم تتأهل      | لم تتأهل      | لم تتأهل     |
| نادين الدولتلي رغد مجدي دينا مشرف | فِرَق   | —                      | —                       | —                        | —             | هولندا (NED) · خ 0–3 | لم تتأهل      | لم تتأهل      | لم تتأهل      | لم تتأهل     |

### ريو 2016
- منافسات الفردي: خرجت من الدور الأول[6]
- منافسات الزوجي: خرجت من الدور الأول[7]

## روابط خارجية
- نادين الدولتلي على موقع منظمة تنس الطاولة العالمي (الإنجليزية)
- نادين الدولتلي على موقع اللجنة الأولمبية الدولية (الإنجليزية)
- نادين الدولتلي على موقع أوليمبيديا (الإنجليزية)